# Coacoyul, Quechultenango
Coacoyul är en ort i Mexiko.   Den ligger i kommunen Quechultenango och delstaten Guerrero, i den södra delen av landet, 240 km söder om huvudstaden Mexico City. Coacoyul ligger 967 meter över havet och antalet invånare är 258.
Terrängen runt Coacoyul är kuperad åt nordväst, men åt sydost är den bergig. Runt Coacoyul är det ganska glesbefolkat, med 40 invånare per kvadratkilometer. Närmaste större samhälle är Quechultenango, 19,6 km nordväst om Coacoyul. I omgivningarna runt Coacoyul växer huvudsakligen savannskog.